# Gregorio Ceruelo la Fuente
Gregorio Ceruelo la Fuente (Paredes de Nava, 27 novembre 1755 – Oviedo, 26 marzo 1836) è stato un vescovo cattolico spagnolo.

## Biografia
Nato a Paredes de Nava il 27 novembre del 1755, Gregorio Ceruelo la Fuente intraprese ancora giovanissimo la carriera ecclesiastica divenendo sacerdote. Si addottorò in seguito in diritto canonico presso l'Università di Oñate e nel 1784 venne nominato amministratore della cattedrale di Palencia, nonché vicario generale della diocesi per vent'anni. Eletto deputato alle Cortes (1813-1814), fu uno dei firmatari del Manifesto dei persiani.
Il 10 luglio 1815 venne nominato vescovo di Oviedo, ma poté compiere il proprio ingresso ufficiale nella propria diocesi solo il 17 settembre di quello stesso anno, rimanendo in carica sino al 26 marzo 1836. Dopo la sua morte la sede episcopale rimase vacante sino al 1848 quando gli succedette Ignacio Díaz Caneja.

## Genealogia episcopale e successione apostolica
La genealogia episcopale è:
- Cardinale Scipione Rebiba
- Cardinale Giulio Antonio Santori
- Cardinale Girolamo Bernerio, O.P.
- Arcivescovo Galeazzo Sanvitale
- Cardinale Ludovico Ludovisi
- Cardinale Luigi Caetani
- Cardinale Ulderico Carpegna
- Cardinale Paluzzo Paluzzi Altieri degli Albertoni
- Papa Benedetto XIII
- Papa Benedetto XIV
- Papa Clemente XIII
- Cardinale Francesco Saverio de Zelada
- Cardinale Antonio Sentmanat y Castellá
- Cardinale Luis María de Borbón y Vallabriga
- Vescovo Blas Jacobo Beltrán
- Vescovo Gregorio Ceruelo la Fuente

La successione apostolica è:
- Vescovo Antonio Carrillo Mayoral (1815)
- Vescovo Felipe Montoya Díez (1815)